# Прапор Зіньківського району
Пра́пор Зінькі́вського райо́ну — є офіційним символом Зіньківського району, який наслідує історичну традицію використання регіональної символіки, атрибутом місцевих органів самоврядування та виконавчої влади. Затверджений 26 грудня 2000 р. рішенням сесії Зіньківської районної ради.

## Опис
Прямокутне синє полотнище з співвідношенням сторін 2:3, у центрі якого малий герб району.